# Homalomena lindenii
Homalomena lindenii là một loài thực vật có hoa trong họ Ráy (Araceae). Loài này được (Rodigas) Ridl. mô tả khoa học đầu tiên năm 1908.